# زبیگنیف تورسکی
زبیگنیف تورسکی (لهستانی: Zbigniew Turski؛ ۲۱ ژوئیه ۱۹۰۸ – ۶ ژانویهٔ ۱۹۷۹) یک موسیقی‌دان و آهنگساز اهل لهستان بود.
از فیلم‌ها یا مجموعه‌های تلویزیونی که وی در آن‌ها نقش داشته‌است می‌توان به فندق‌شکن اشاره نمود.